# ساختمان صندوق بانک ملی ایران
ساختمان صندوق پس‌انداز بانک ملی ایران یا موزه بانک ملی ایران وابسته به بانک ملی ایران از ساختمان‌های ساخته شده در دوره پهلوی است و در تهران، خیابان فردوسی، کنار بانک مرکزی و فروشگاه تعاون جای گرفته است. این اثر در تاریخ ۲۰ آذر ۱۳۷۹ با شمارهٔ ثبت ۲۹۳۰ در آثار ملی ایران به ثبت رسیده است.

## پیشینه
بانک‌ملی‌ایران در ۱۷ شهریور ۱۳۰۷ به‌موجب "قانون تأسیس بانک ملی ایران" مصوب ۱۴ اردیبهشت ۱۳۰۶ تأسیس و آغاز به کار کرد و در ۲۰ شهریور ۱۳۰۷ طی مراسمی رسمی افتتاح شد. در ابتدای تأسیس، بانک فاقد ساختمانی بود که آن را مختص به خود ساخته باشد، اما در ۲۵ تیر ماه سال ۱۳۱۲ ساختمان شعبه و ادارات مرکزی شروع و در سوم اردیبهشت ماه سال ۱۳۱۵ افتتاح گردید.

## ویژگی‌های معماری
ساختمان صندوق پس‌انداز بانک ملی توسط یک معمار آلمانی به نام هنریش طراحی شد. این ساختمان نخستین تلاش برای تلفیق معماری باستانی ایران و معماری اروپا را نشان می‌دهد و شاخص‌ترین نمونه در نوع خود به شمار می‌رود. مجسمه‌های شیر که در ورودی ساختمان نصب شده‌اند توسط غلامرضا رحیم‌زاده ارژنگ مجسمه‌ساز ایرانی ساخته شده‌اند.
در این بنا برای نخستین بار در این دوره در معماری بناهای دولتی ایران، معماری باستانی ایران و معماری اروپا در کنار هم آمیخته شد.
در ساخت این بنا از تسهیلات و تفکیک معماری معاصر کمک گرفته شده و با مصالحی چون سیمان و آهن ساخته شده است.
بنای اولیه این ساختمان به شکل T الفبای انگلیسی بوده که در کنار خیابان فردوسی (خیابان علاالدوله پیشین) جای گرفته است. در دگرگونی‌های عمده بعدی که پیش از سال ۱۳۳۵ (به استناد عکس هوایی سال ۱۳۲۷) انجام گرفته، دو بازو به انتهای شمالی و جنوبی ساختمان افزوده گردید.
نمای بیرونی ساختمان دارای ویژگی‌های آشکار معماری هخامنشی است. ورودی اصلی بنا نسبت به کل نما، حجمی بیرون‌زده و کمی بلندتر است. درونشد بنا به یک سرسرای (هشتی) بیضی شکل پیوسته است که فضای بخش‌بندی ورودی، دو یال بنا و تالار اصلی است. این بنا در دو طبقه ساخته شده است. درهای اصلی چهار ستون عظیم سنگی با سرستون‌های گاو شاخدار مربوط به برگرفته از سرستون‌های تخت‌جمشید و کاخ شوش، از سایر اجزاء چشمگیرتر است. در نمای برونی بنا نیز انواع تزئینات ویژه معماری هخامنشی در گوشه و کنار به چشم می‌خورد. در حالی که تالار اصلی، به ویژه به میانجی سقف بلند و تزئین شده آن و همچنین نورگیرهای عمودی دیوارها، فضای ساختمان‌های باروک اروپا را یادآوری می‌کند. نمای اصلی ساختمان سنگی است که دارای ازاره‌های سنگ تیشه‌ای ناهمرنگ با سنگ نما است. همچنین ازاره‌های مرمری در بخش ورودی، به بلندای نزدیک به دو متر می‌باشد. سایر نماها با نقش برجسته رزُت هخامنشی تزئین شده است. در نمای بیرونی ساختمان  صندوق پس انداز در بخش ورودی بر روی چند پله کوتاه که مشتری را با آرامش به سمت داخل رهنمون می‌کنند، چهار پایه ستون، به سبک معماری هخامنشی دیده می‌شود که با سرستون‌هایی با همان سبک چشم‌نوازی می‌کنند. شیارها و باریکه‌های روی ستون‌ها چشم بیننده را به سمت بالا راهنمایی می‌کنند، همان جایی که نشان فروهر به درازای پنج متر با دو نوار زیبا از گل‌های رزُت هخامنشی تزئین شده است و به بیننده این اطمینان را می‌دهد که با خیالی آسوده به ساختمان وارد شود. کمی پایین‌تر دو سرباز هخامنشی رو به هم نقش شده است که این مضمون را در دل خود دارد که مردانی در اینجا هستند که از مال و دارایی شما نگاهبانی می‌کنند.

## طرح گنجینه
ساختمان صندوق پس انداز در تاریخ ۱۹ مهر ۱۳۷۹ به شماره ۲۹۳۰ در میراث فرهنگی به ثبت رسید و براساس مصوبه شماره ۲۱۷۶ مورخ ۱۸ فروردین ۱۳۹۴ هیأت مدیره بانک ملی ایران به تأسیس موزه بانک اختصاص یافت و در ۲۱ تیر ماه ۱۳۹۶ پس از انجام عملیات بازسازی و مرمت، مورد بهره‌برداری قرار گرفت .
در موزه بانک ملی ایران سکه‌های قدیمی ایران از دوره هخامنشیان تا دوران معاصر، دستگاه‌های مورد استفاده در بانک و سندهای مربوطه، اشیاء اهدایی به بانک از سوی مؤسسات گوناگون ایرانی و خارجی و تابلوهای نقاشی دوره قاجار و نقاشی چهره مدیران کل سابق بانک، نمونه‌هایی از آثار چاپی چاپخانه بانک ملی ایران و ... به نمایش درآمده‌اند.
بخش اسکناس‌های موزه بانک ملی ایران از جذاب‌ترین بخش‌های موزه محسوب می‌گردد که در آن اسکناس‌های نمونه (شماره صفر) در معرض نمایش قرار گرفته‌اند. بانک ملی ایران از سال ۱۳۱۱ نخستین اسکناس‌های خود را در کشور به‌جریان انداخت و تا زمان تأسیس بانک مرکزی ایران وظیفه چاپ  اسکناس را برعهده داشت.

## نگارخانه

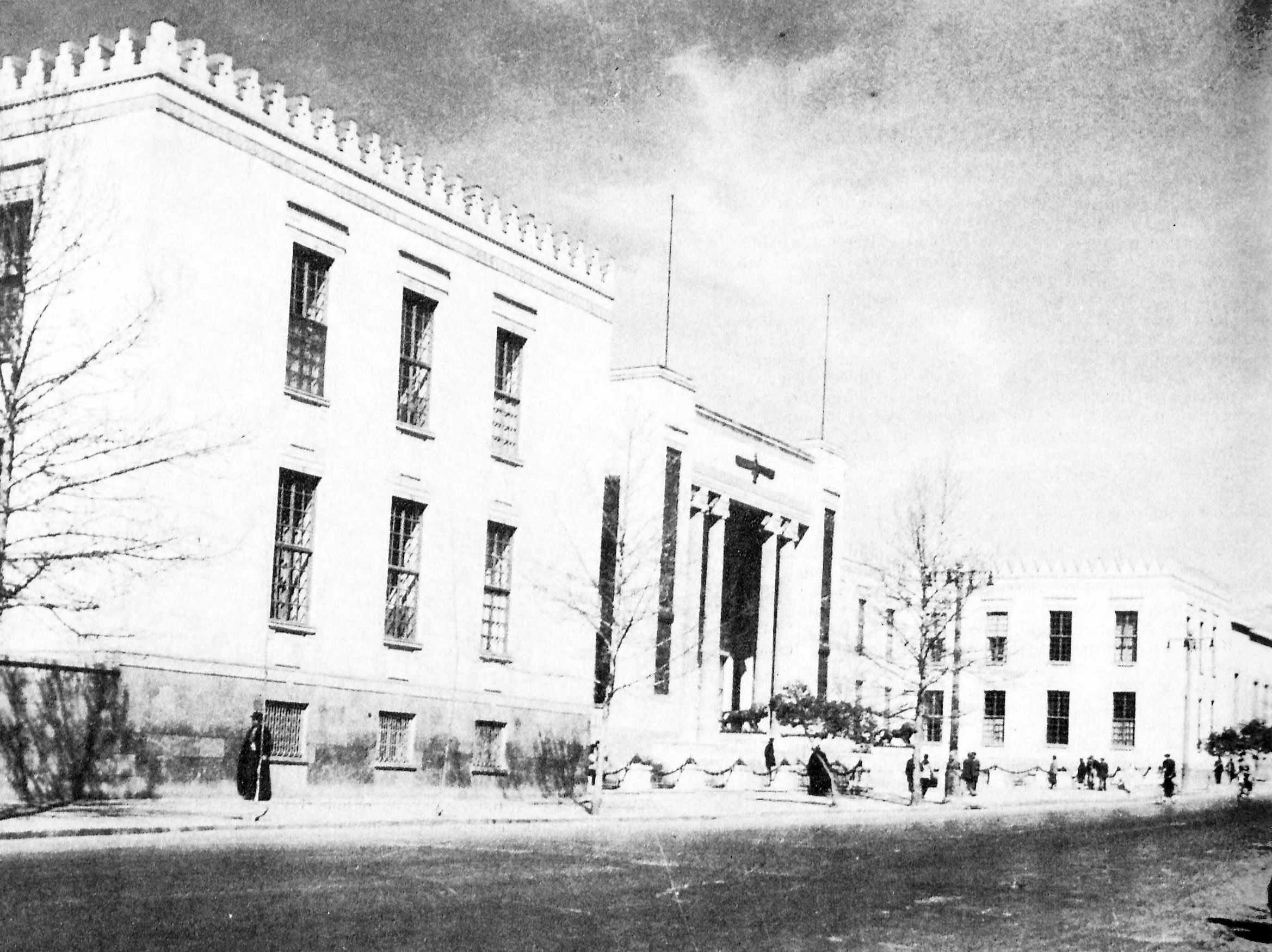
تصویری قدیمی از ساختمان
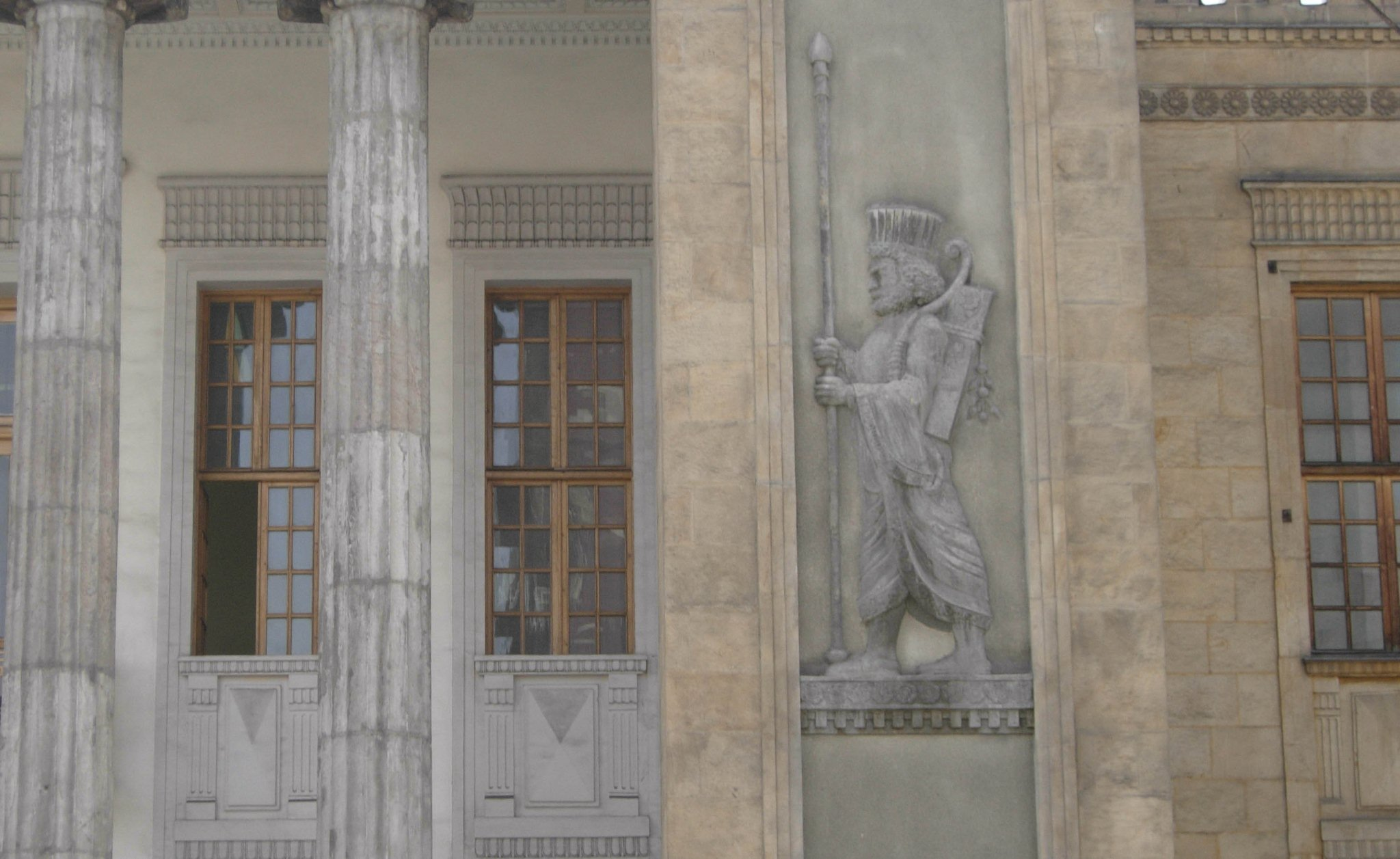
نمایی از دیوار ساختمان
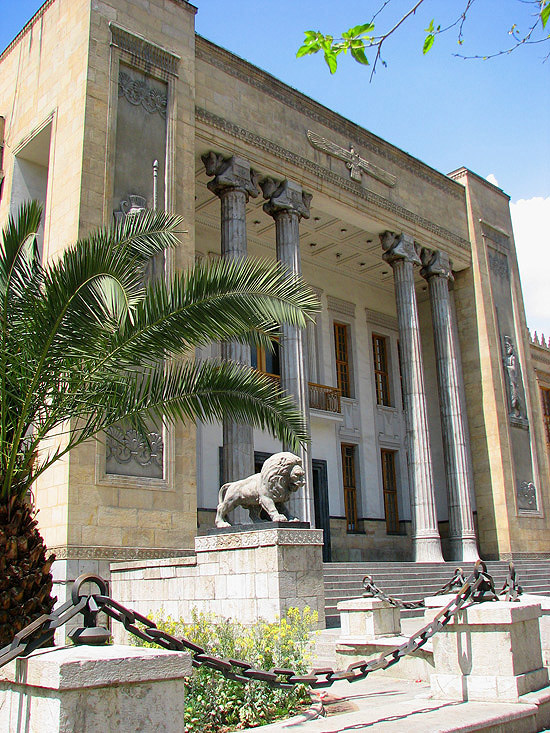
ساختمان صندوق بانک ملی ایران

- تصویر ساختمان صندوق بانک ملی ایران بر روی اسکناس‌های رسمی منتشر شده ایران

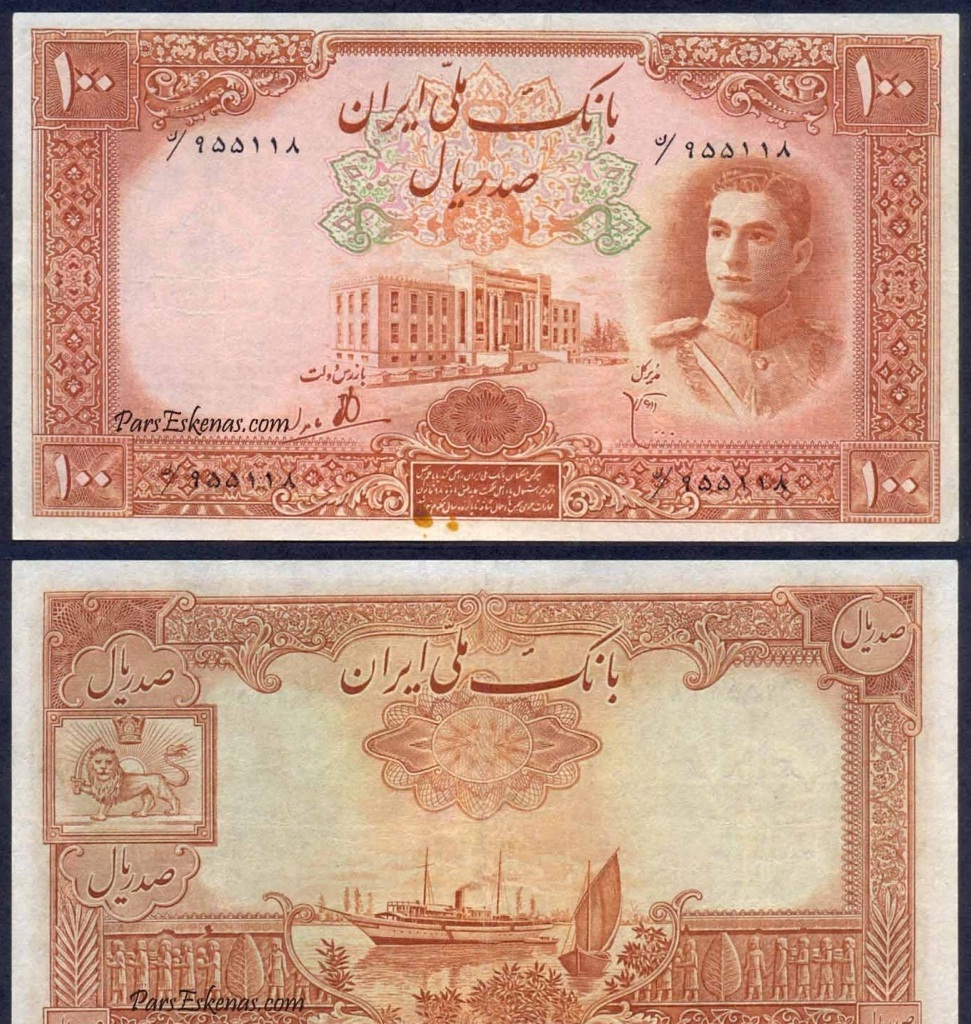
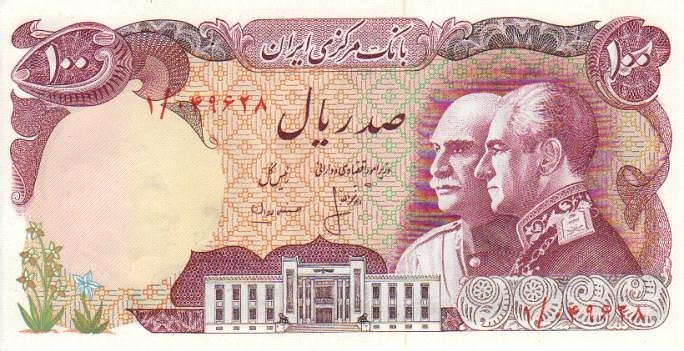